# Chadiza
Chadiza es una localidad de Zambia, capital del distrito homónimo. Se encuentra en la provincia Oriental, cerca de Malaui, 35 kilómetros al sur de la Gran Carretera del Este y a unos 80 al suroeste de la capital provincial, Chipata. Está situada a una meseta de unos 1050 m s. n. m., entre los valles de los ríos Luangwa y Zambeze.